# Сирт
Сирт — місто у Лівії, центр муніципалітету. Розташоване на березі однойменної затоки Середземного моря в історичній області Сиртика. Населення — 75 358 чол. (на 2010 рік). У цьому місті народився і помер Муамар Каддафі.

## Історія
В жовтні 2007 року в Сирті проходили переговори між представниками уряду Судану і повстанцями з бунтівної провінції Дарфур.
У 2011 році, під час Громадянської війни в Лівії, Сирт був одним з останніх оплотів режиму Каддафі.
20 жовтня 2011 року війська Національної перехідної ради Лівії ліквідували останні осередки опору прихильників М. Каддафі в Сирті.
В результаті важких боїв за місто в ході громадянської війни Сирт був практично повністю зруйнований, у місті не залишилося жодної цілої будівлі. Однак за півроку 60 тисяч жителів, що складало більше 70 % від довоєнного населення, повернулися до міста.

Під час після-революційного хаосу бійці лояльні до Ісламської держави захопили Дерну, а у лютому 2015-го року розпочали атаку на місто і зуміли захопити його.

10 серпня 2016-го проурядові сили, підтримувані США взяли контроль над штаб-квартирами ІД в цьому місті.

## Цікаві факти
- У місті народився лівійський лідер Муаммар Каддафі, в округах цього ж міста Каддафі був вбитий.
- Під час всієї Громадянської війни в Лівії Сирт був оплотом Каддафі і навіть після падіння Триполі тримав оборону.